# Débora Falabella
Débora Lima Falabella, född 22 februari 1979 i Belo Horizonte, är en brasiliansk skådespelare.

## Privatliv
Débora Falabella är dotter till skådespelaren Rogério Falabella och sångaren Maria Olympia och syster till skådespelerskan Cynthia Falabella.
Hon gifte sig 2005 med musiken Eduardo Hypolitho (bättre känd som Chuck), sångaren i bandet Forgotten Boys, med vilken hon bodde i fem år. Hon gifte sig senare med Murilo Benício.

## Filmografi

### TV
- 1998: Malhação
- 2001: Um Anjo Caiu do Céu
- 2001: O Clone
- 2003: Agora É que São Elas
- 2004: Um Só Coração
- 2004: Senhora do Destino
- 2006: JK
- 2006: Sinhá Moça
- 2007: Duas Caras
- 2010: Escrito nas Estrelas
- 2011: Ti Ti Ti
- 2011: A Mulher Invisível
- 2012: Avenida Brasil
- 2014: Dupla Identidade
- 2017: A Força do Querer
- 2019: Se Eu Fechar os Olhos Agora[4]
- 2023: Terra e Paixão